# Accident ferroviari de la línia R4 de 2018
L'accident ferroviari a la R4 de 2018 es va produir a la línia R4 de Rodalies de Catalunya a l'altura de Vacarisses el 20 de novembre de 2018. El vicepresident del govern Pere Aragonès digué poc després de produir-se l'accident que la causa probablement siguen les pluges. El ministre de Foment, José Luis Ábalos, digué que s'investigarien les causes.

## Esdeveniment
El primer tren del dia de la línia R4 entre Manresa i Sant Vicenç de Calders va descarrilar en trobar-se, segons les primeres investigacions, una esllavissada d'un talús que hauria caigut a la via durant la nit. El tren hauria intentat frenar però ha acabat descarrilant al arribar a impactar amb les pedres sobre la via. A causa de l'accident van bolcar parcialment 4 dels 6 vagons del tren.
El talús, una trinxera de terra sota la C-58 estava reforçat amb malla metàl·lica que no va ser suficient per resistir la caiguda de material. La causa de l'esllavissada se suposa que van ser les fortes pluges dels dies anteriors a Catalunya. Segons ADIF, els seus tècnics havien revisat aquell tram el dia abans de l'accident sense detectar cap anomalia i que s'hi van fer treballs per evitar aquest tipus d'incident durant l'any 2017. Aquest mateix tram va tenir incidents similars, tot i que sense víctimes mortals, els anys 2009 i 2011, quan esllavissades similars van fer descarrilar trens i es va haver de tallar la via pocs dies.
Es van mobilitzar fins a 14 dotacions de Bombers de la Generalitat, 18 ambulàncies del SEM i 7 dotacions de Mossos d'Esquadra. El primer avís de l'accident es va rebre a les 6.15 del matí i el primer equip va arribar al lloc de l'accident a les 6.35. Es va haver de suspendre la circulació de trens per aquesta línia i es va procurar un servei alternatiu per carretera per les línies R4 i R12 de Rodalies entre les estacions de Terrassa i Manresa. Per facilitar les tasques dels equips de rescat es va tallar la carretera C-58 en ambdós sentits i es desviava el trànsit per l'autopista de peatge C-16. Es dona la circumstància que l'esllavissada va afectar també al servei de telefonia mòbil de la zona per l'operador Orange.

## Víctimes
S'ha confirmat una víctima mortal, 3 ferits de poca gravetat i 41 de lleus. Els ferits van ser traslladats a l'hospital Parc Taulí de Sabadell i a la Mútua de Terrassa i d'altres menys greus a CUAPs (Centres d'urgències d'atenció primària) de Manresa i Sabadell.